# Tony Zale
Tony Zale, eigentlich Anthony Florian Zaleski, (* 29. Mai 1913 in Gary, Indiana; † 20. März 1997 in Portage, Indiana) war ein US-amerikanischer Boxer polnischer Herkunft im Mittelgewicht.

## Laufbahn
Der „Man of Steel“, Zale arbeitete anfangs als Stahlarbeiter, wurde 1934 Profi. Er war zu Beginn seiner Karriere nur wenig erfolgreich und kassierte in den ersten Jahren immer wieder Niederlagen. Aber mit charakteristischer Zähigkeit und solider Schlagkraft kam er allmählich voran. 1939 bestritt er eine ausgeglichene Serie von vier Kämpfen gegen den Weltklassemann Nate Bolden.
Im Jahr 1940 schlug er den Weltmeister Al Hostak, einer der schlagkräftigsten Boxer in der Geschichte des Mittelgewichtboxens, erst in einem Nichttitelkampf nach Punkten und ein halbes Jahr später, am 19. Juli 1940, im Kampf um den NBA-Weltmeistertitel im Mittelgewicht gar vorzeitig.
1941 boxte er gegen Billy Pryor vor über 135.000 Zuschauern. Nach seinem Sieg gegen NYSAC-Titelträger Georgie Abrams am 28. November 1941 wurde er dann allgemein als unumstrittener Mittelgewichtsweltmeister anerkannt.
Gegen den berühmten Halbschwergewichtler Billy Conn verlor er 1942 nur nach Punkten. Nach dieser Niederlage trat er in die US Navy ein und bestritt in den nächsten vier Jahren keinen Kampf.
Nach Ende des Zweiten Weltkrieges kehrte er 1946 in den Ring zurück und war trotz der langen Inaktivität weiterhin anerkannter Mittelgewichtsweltmeister. In der Folge sollten drei seiner berühmtesten Kämpfe stattfinden, die Duelle mit Rocky Graziano in den Jahren 1946, 1947 und 1948. Er gewann die erste Begegnung, verlor jedoch den zweiten Kampf und damit auch seinen Weltmeistertitel. Durch seinen Sieg über Graziano 1948 wurde er der erst zweite Mittelgewichtler nach Stanley Ketchel, der den Mittelgewichtstitel zwei Mal gewinnen konnte.
In seinem nächsten Kampf war er gegen Marcel Cerdan jedoch auf verlorenem Posten, wurde deklassiert und ging K. o. Anschließend beendete er seine Karriere. Die Kämpfe mit Graziano 1946 und 1947 sowie gegen Cerdan 1948 wurde vom „Ring Magazine“ jeweils zum „Kampf des Jahres“ gekürt.
1991 wurde er in die „International Boxing Hall of Fame“ aufgenommen.